# Romaldo Giurgola
Romaldo Giurgola, parfois appelé Aldo Giurgola (né le 2 septembre 1920 à Rome et mort le 16 mai 2016 à Canberra) est un architecte, professeur d'université et écrivain italo-américano-australien.

## Biographie
Romaldo Giurgola est né à Rome en 1920. Après avoir servi dans les forces armées italiennes durant la Seconde Guerre mondiale, il a fait ses études à l'université Sapienza de Rome. Il obtient une maîtrise en architecture de l'université Columbia, et devient partenaire de la firme Mitchell/ Giurgola Architects à Philadelphie en 1958.
Il a été professeur à l'université Cornell et à l'université de Pennsylvanie, puis à l'université Columbia, avant d'en devenir président du département d'architecture en 1966. Puis il en a été professeur émérite. Il a aussi reçu la médaille d'or de l'AIA en 1982.
Sa première œuvre importante fut le mémorial national aux frères Wright à Kill Devil Hills en Caroline du Nord.
À Philadelphie, Giurgola s'associa avec Louis Kahn, qui avait des vues similaires aux siennes. En avril 1961, le critique d'architecture Jan Rowan regroupa Giurgola, Kahn, Robert Venturi, George Qualls, Robert Geddes et quelques autres dans ce qu'il appela l'« école de Philadelphie ». Giurgola a publié plusieurs ouvrages sur les travaux de Kahn.
Il fut choisi en 1980 pour faire partie du jury pour le concours international lancé pour la construction du Parlement d'Australie à Canberra. Mais il préféra être candidat lui-même. Après avoir remporté la compétition, Giurgola déménagea en Australie et y exerça. Plus tard, il a pris la nationalité australienne.

## Bâtiments conçus par Romaldo Giurgola
- United Fund Headquarters Building, Philadelphie, Pennsylvanie (1971)
- Columbus East High School, Columbus, Indiana (1972)
- Lang Music Building, Swarthmore College, Swarthmore, Pennsylvanie (1973)
- Tredyffrin Public Library, Strafford, Pennsylvanie (1976)
- Sherman Fairchild Center for the Life Sciences, sur le campus de l'université Columbia (1977)
- Parlement australien, Canberra (1981-1988)
- INA Tower, Philadelphie
- Lafayette Place (maintenant Swissotel), Boston, Massachusetts (1985)
- Casa Thomas Jefferson, Brasília, Brésil
- Penn Mutual Tower, Philadelphie